# Пяденица пихтовая
Пихтовая пяденица (Ectropis crepuscularia) — вид бабочек из семейства пядениц.
Распространена по всей Европе. Дискуссия о синонимии E. crepuscularia и E. bistortata ещё не завершена.

## Описание
Размах крыльев — 38—45 мм.

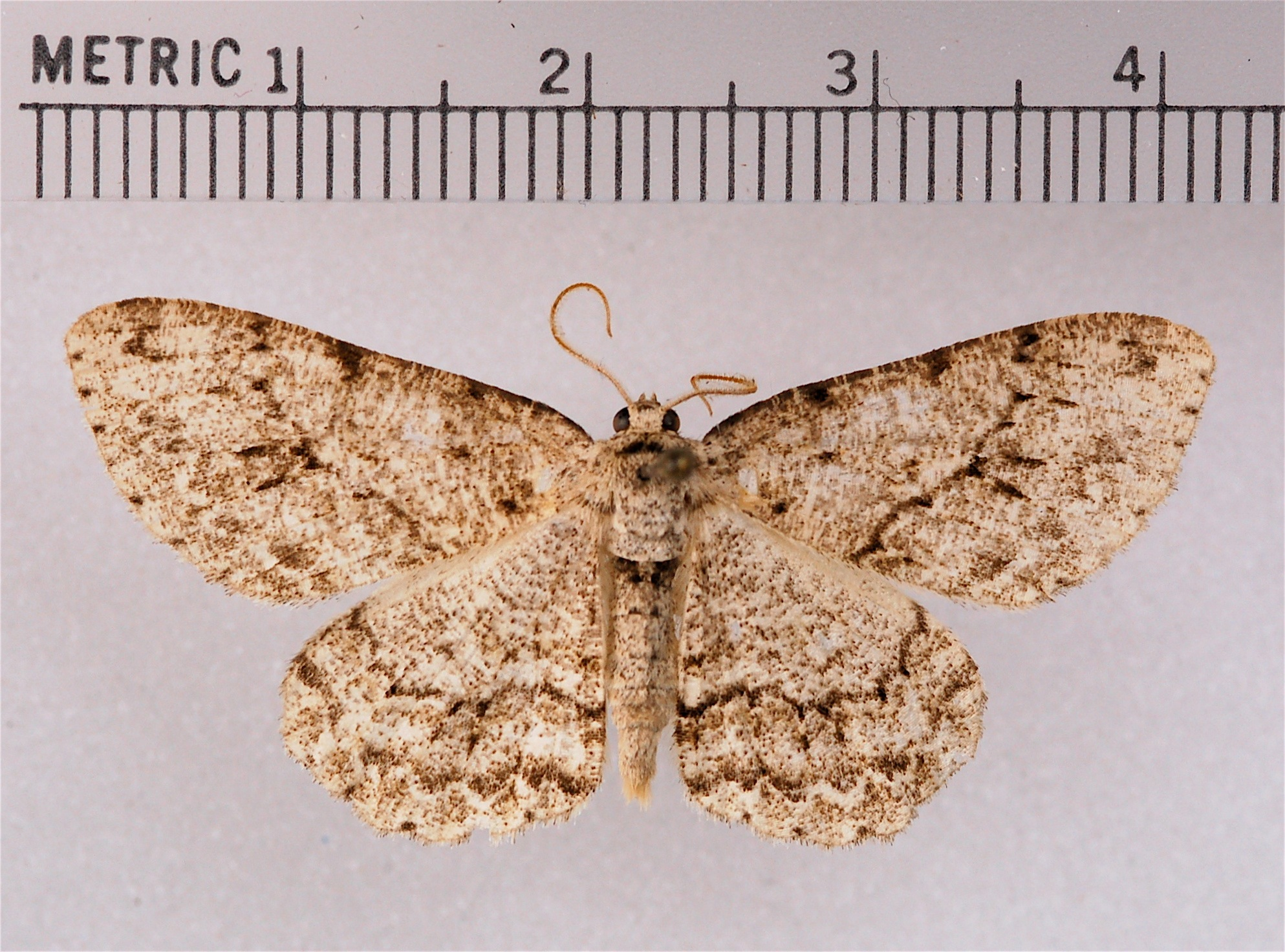
Ectropis crepuscularia — Пяденица дымчатая сумеречная (пихтовая)

Сероватые гусеницы — настоящие полифаги, питающиеся на огромном числе видов растений. Зимует куколка.

## Кормовые растения

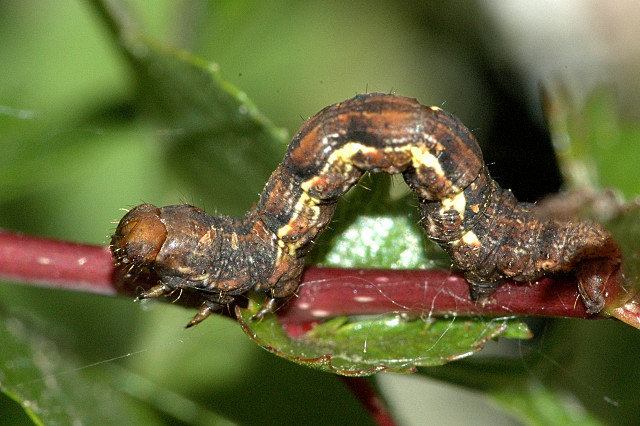
Гусеница

- Acer,
- Aconitum,
- Alnus,
- Aquilegia,
- Betula,
- Calluna vulgaris,
- Camellia japonica,
- Castanea,
- Centaurea
- Cirsium arvense,
- Cornus,
- Daphniphyllum
- Diervilla,
- Frangula,
- Fraxinus,
- Genista,
- Glycine,
- Hypericum maculatum,
- Ilex,
- Juglans,
- Larix,
- Lindera,
- Lonicera,
- Lythrum salicaria,
- Malus,
- Philadelphus,
- Picea,
- Pieris
- Pinus,
- Plectranthus
- Populus,
- Pseudotsuga,[2]
- Quercus,
- Ribes rubrum,
- Rosa,
- Rubus idaeus,[3]
- Rumex,
- Salix,
- Sambucus,
- Shepherdia canadensis,
- Sorbus spp.,
- Spartina,
- Thuja
- Trifolium,
- Tsuga,
- Ulmus,
- Vaccinium
- Zanthoxylum